# 童話·世界
《童話·世界》（英語：Fantasy·World）是2022年唐福睿執導的臺灣電影，於第24屆台北電影獎入圍最佳劇情長片、最佳男主角、最佳女主角、最佳女配角、最佳編劇和最佳剪輯等獎項，並為該屆電影節的閉幕影片。

## 簡介
童話的世界很是美好，但童話＝世界？！張正煦律師在某晚下班接到妻子求助，陪同一位受害少女到警察作筆錄，原本不情願的他在瞭解案情後竟發現和他十七年前初任律師的首次案件竟出奇雷同，加害人竟也是同一位—補教名師湯文華，在原告被告互換的不同辯護位置的難題如何面對？這世界又是如何看待這樣的案件？而當年那曾心動的女孩為何在那次開庭後便從此消失不見？當年是否做錯了什麼？一個個謎團讓張正煦已經無法無視這個案件。

## 演員
- 張孝全 飾 張正煦。律師，簡云老公。
- 江宜蓉 飾 陳新。從前與張正煦互有好感，遭到湯師承權勢性侵。
- 尹馨 飾 杜子甄。張正煦從前的上司，目前已經半退休。
- 李康生 飾 湯師承/湯文華。補習班老師，風度翩翩，常利用童話故事誘姦女學生。
- 夏于喬 飾 簡。社工、張正煦老婆。
- 王渝屏 飾 郭詩琦。遭到湯師承權勢性侵的另一位受害者。
- 游安順 飾 詩琦父親。
- 游珈瑄 飾 童希真（聲演），張正煦首次案件受害者。
- 王振復 飾 檢察官。
- 蔡明修 飾 湯師承私人司機。

## 獲獎與提名
| 類別                  | 獎項         | 入圍者／作品  | 結果 |
| --------------------- | ------------ | ------------- | ---- |
| 第24屆台北電影獎      | 最佳劇情長片 | 《童話·世界》 | 提名 |
| 第24屆台北電影獎      | 最佳編劇     | 唐福睿        | 提名 |
| 第24屆台北電影獎      | 最佳男主角   | 張孝全        | 提名 |
| 第24屆台北電影獎      | 最佳女主角   | 江宜蓉        | 提名 |
| 第24屆台北電影獎      | 最佳女配角   | 尹馨          | 提名 |
| 第24屆台北電影獎      | 最佳剪輯     | 雷震卿        | 提名 |
| 第4屆台灣影評人協會獎 | 最佳男演員   | 張孝全        | 提名 |

## 外部連結
- 豆瓣电影上《童話·世界》的資料 （简体中文）
- Yahoo奇摩電影上《童話·世界》的資料（繁體中文）
- 台灣電影網上《童話·世界》的資料（繁體中文）
- 童話· 世界 Fantasy·World的Facebook專頁
- 《童話．世界》Fantasy·World的Instagram帳戶
- 互联网电影数据库（IMDb）上《童話·世界》的资料（英文）